# Oldřichovské sedlo

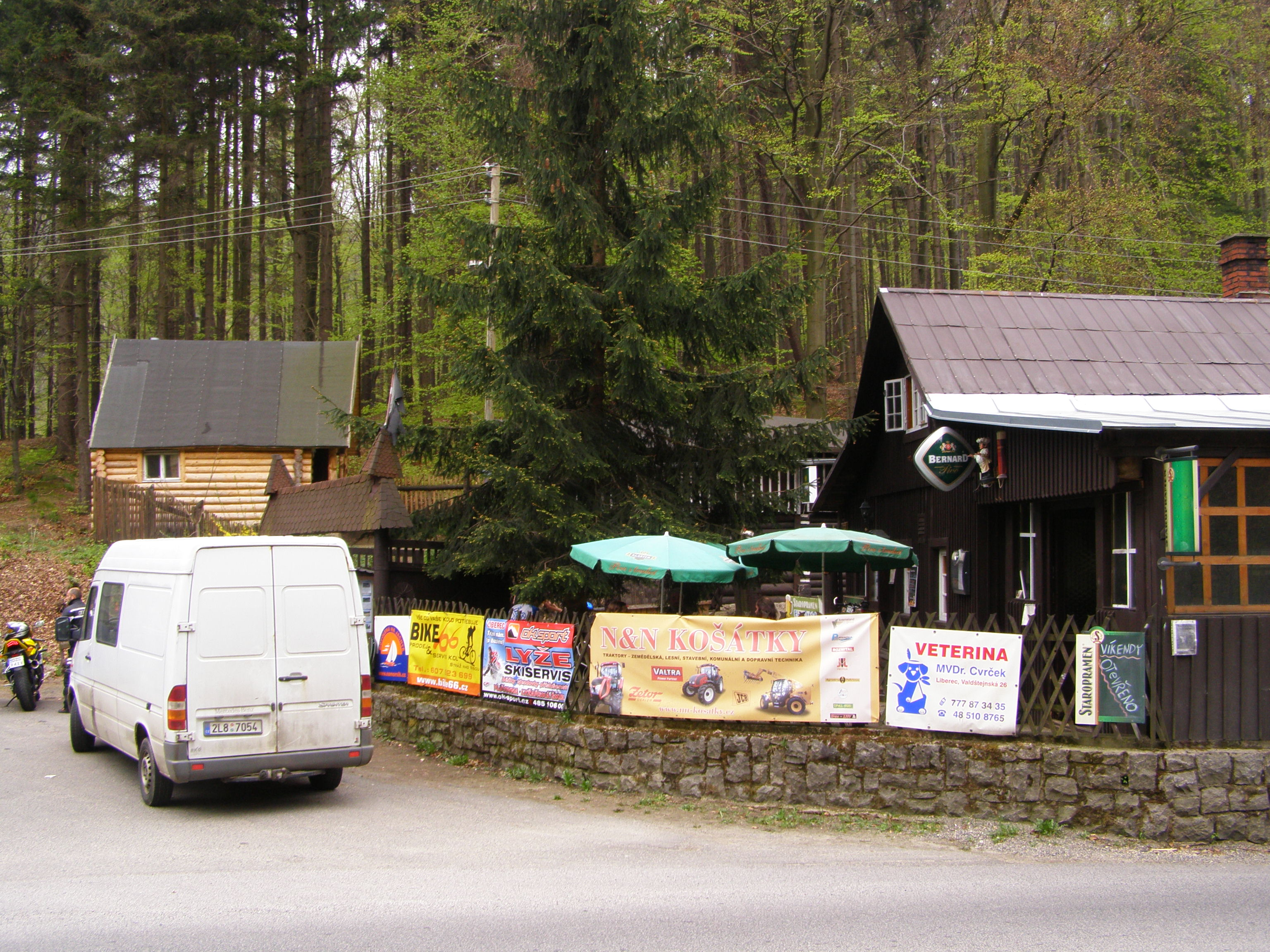
Motorest v sedle

Oldřichovské sedlo (německy Hemmrich) je lokalita severovýchodně od Oldřichova v Hájích ve Frýdlantském výběžku na severu Libereckého kraje v České republice.

## Popis lokality
Jedná se o sníženinu o nadmořské výšce 478 m n. m., která odděluje Hejnický a Oldřichovský hřeben. Místem prochází silnice III/2904 spojující Liberec, respektive Mníšek s Raspenavou, jež byla vybudována v roce 1861. Trasa silnice přibližně sleduje trasu původní středověké obchodní cesty z Čech do Saska. Tunelem je tudy vedena také železniční trať číslo 037 z Liberce, přes Raspenavu, Frýdlant až na česko-polské hranice a dále do Zawidówa. Ke zprovoznění trati došlo roku 1875.
Na nejvyšším místě stojí dřevěný motorest Hausmanka, jenž se někdy označuje U Kozy, u které se nachází parkoviště automobilů. Objekt motorestu byl původně hájovnou patřící oldřichovskému hajnému Hausmanovi.
Nachází se zde výchozí bod turistických tras pojmenovaný „Oldřichovské sedlo“. Vedou odtud následující turistické trasy:
- naučná stezka Oldřichovské háje a skály
- směr rozcestník „Skalní hrad“
- směr rozcestník „Kámen osvobození“
- naučná stezka Viničná cesta
- směr rozcestník „Poledník“ u vrchu Poledník (854 m n. m.)
- směr rozcestník „Oldřichov v Hájích – železniční stanice“